# Julius Plücker
Pour les articles homonymes, voir Plücker.
Julius Plücker (16 juin ou 16 juillet 1801 à Elberfeld, Duché de Berg - 22 mai 1868 à Bonn, Royaume de Prusse) est un mathématicien et un physicien prussien. Il a obtenu des résultats fondamentaux en géométrie analytique et fut un pionnier dans les recherches sur les rayons cathodiques qui aboutirent à la découverte de l'électron. Il a aussi beaucoup travaillé sur les courbes de Lamé.

## Biographie
Plücker est né à Elberfeld (aujourd'hui incorporé à Wuppertal). Après des études à Düsseldorf et dans les universités de Bonn, de Heidelberg et de Berlin, il se rend à Paris en 1823, où est il est influencé par la géométrie projective des savants français, dont le fondateur Gaspard Monge venait juste de mourir. En 1825, il retourne à Bonn et en 1828 il devient professeur de mathématiques. La même année, il publie le premier tome de son Analytisch-geometrische Entwickelungen (Développements analytico-géométriques), qui introduit pour la première fois sa méthode de la notation abrégée. Fort de cette notation, il expose le paradoxe de Cramer relatif au nombre de points d'intersection de deux courbes quartiques. D'abord partisan enthousiaste de la géométrie synthétique, ses désaccords avec Poncelet le poussent vers la géométrie analytique (1828). En 1831, il publie le second volume, dans lequel il établit clairement les fondations du grand principe de dualité. 
En 1847, Plücker devient professeur de physique à l’université de Bonn. En 1858, il publie la première de ses recherches classiques sur l'action des aimants sur la décharge électrique dans les gaz raréfiés. Il montre que la décharge provoque la formation d'une lueur fluorescente sur les parois de verre du tube à vide, et que l'on peut forcer la lueur à se décaler en appliquant un aimant sur le tube, créant ainsi un champ magnétique. Plus tard, on a montré que la lueur venait des rayons cathodiques.
Plücker, d'abord seul, puis en collaboration avec Johann Wilhelm Hittorf, fait de nombreuses découvertes importantes dans la spectroscopie des gaz. Il est le premier à utiliser le tube à vide avec une partie capillaire (tube de Geissler) qui permet d'augmenter suffisamment la faible intensité des décharges électriques pour permettre l'étude spectroscopique. Il devance Robert Wilhelm Bunsen et Gustav Kirchhoff en annonçant que les lignes du spectre sont caractéristiques de la substance qui les a émises, et en montrant la valeur de cette découverte en Analyse chimique. Selon Hittorf, il fut le premier à voir les trois lignes du spectre de l'hydrogène, qui furent trouvées quelques mois après sa mort dans le spectre des protubérances solaires.
En 1865, Plücker retourne à la géométrie et invente alors ce qu'on appelait la géométrie des lignes au XIXe siècle. 
- En géométrie projective, les coordonnées plückeriennes sont un ensemble de coordonnées homogènes introduites d'abord pour plonger l'ensemble des lignes de l'espace projectif de dimension trois dans une quadrique dans l'espace projectif de dimension cinq. Leur construction utilise les mineurs 2×2, ou de façon équivalente, la seconde puissance extérieure de l'espace vectoriel de dimension quatre sous-jacent. Les coordonnées de Plücker font maintenant partie de la théorie des grassmanniennes, qui décrivent l'ensemble des sous-espaces de dimension k dans un espace de dimension n en toute généralité.
- En mécanique, on définit par coordonnées de Plücker, ou coordonnées Plückériennes, l'ensemble des 6 composantes d'une action mécanique de l'espace à 3 dimensions.

Plücker a reçu la Médaille Copley de la Royal Society en 1866.
Sa tombe se trouve à Bonn, dans l'ancien cimetière (de).